# Magusa orbiferana
Magusa orbiferana là một loài bướm đêm trong họ Noctuidae.